# Mohammadou Idrissou
Mohammadou Idrissou (Yaoundé, 1980. március 8. –) kameruni válogatott labdarúgó, aki jelenleg a KFC Uerdingen 05 játékosa.

## Sikerei, díjai
- SC Freiburg
  - Bundesliga 2: 2008-09